# Johann Georg Schott
Johann Georg Schott (* April 1690 in Vaihingen an der Enz; † 6. Dezember 1753 in Heide) war ein Zimmermann, Architekt und Großfürstlich Holsteinischer Baumeister, der vor allem für den Bau spätbarocker Kirchen in Schleswig-Holstein, besonders in Dithmarschen, bekannt ist.

## Leben
Über Schotts Leben ist wenig bekannt. Gebürtig aus Vaihingen an der Enz kam er um 1720, wohl als Zimmermanngeselle auf der Wanderschaft, nach Heide. Als sein Meister wenig später starb, heiratete er am 1. September 1722 auf Drängen der Zunft Elsabe Kochen, die Witwe des im Jahr zuvor verstorbenen Conrad Koch, und übernahm die Werkstatt.
Sein erster großer Auftrag bei einem Kirchenbau war 1724 die Umgestaltung des 1611 errichteten Turms der St.-Jürgen-Kirche in Heide. Schott sicherte den sich neigenden Turm und versah ihn mit einer achteckigen barocken Turmspitze. In den folgenden Jahren war er mit An- und Umbauten der Kirchen von Tellingstedt und Kellinghusen beschäftigt. 1730 baute er die nach zwei Bränden schwer beschädigte Jakobikirche von Neuenkirchen unter Verwendung der mittelalterlichen Mauern wieder auf. Hier wie in Kellinghusen und später in Hennstedt ließ er ähnliche Türme wie in Heide errichten.
Für den Wiederaufbau der 1736 niedergebrannten Bartholomäuskirche in Wesselburen, wählte Herzog Carl Friedrich von Holstein-Gottorf, der als Landesherr von Norderdithmarschen den Neubau finanzierte, unter mehreren Vorschlägen Schotts Entwurf aus. Wie schon in Neuenkirchen bezog Schott die alten Grundmauern in seinen Neubau ein. Dabei integrierte er auch den romanischen Rundturm, der zuvor neben der Kirche gestanden hatte, in den Neubau. Das hohe Dach wird von einem achteckigen Dachreiter mit einer für Norddeutschland ungewöhnlichen Zwiebelturmspitze gekrönt. Für diesen Bau ernannte der Herzog Schott zum Großfürstlichen Baumeister.
Deutlich kleiner und schlichter wurde der 1740 fertiggestellte Neubau der Marienkirche in Eddelak, deren mittelalterlicher Vorgängerbau wegen Baufälligkeit abgerissen wurde. Ungewöhnlich für einen damaligen Kirchbau wurde hier ein Schornstein zur Beheizung eingebaut. Für diese innerhalb nicht einmal eines Jahres vollendete Arbeit erhielt Schott 14000 Mark.
Neben seiner Tätigkeit als Baumeister betrieb Schott eine Mühle in Heide, die seinerzeit größte Mühle in Norderdithmarschen. Diese Mühle übernahm nach seinem Tod sein Sohn Nicolaus Conrad Schott, während ein anderer Sohn, Johann Georg, Zimmermann wurde. Ein Enkel, Johann Georg Schott (1770–1845), wurde Goldschmied.

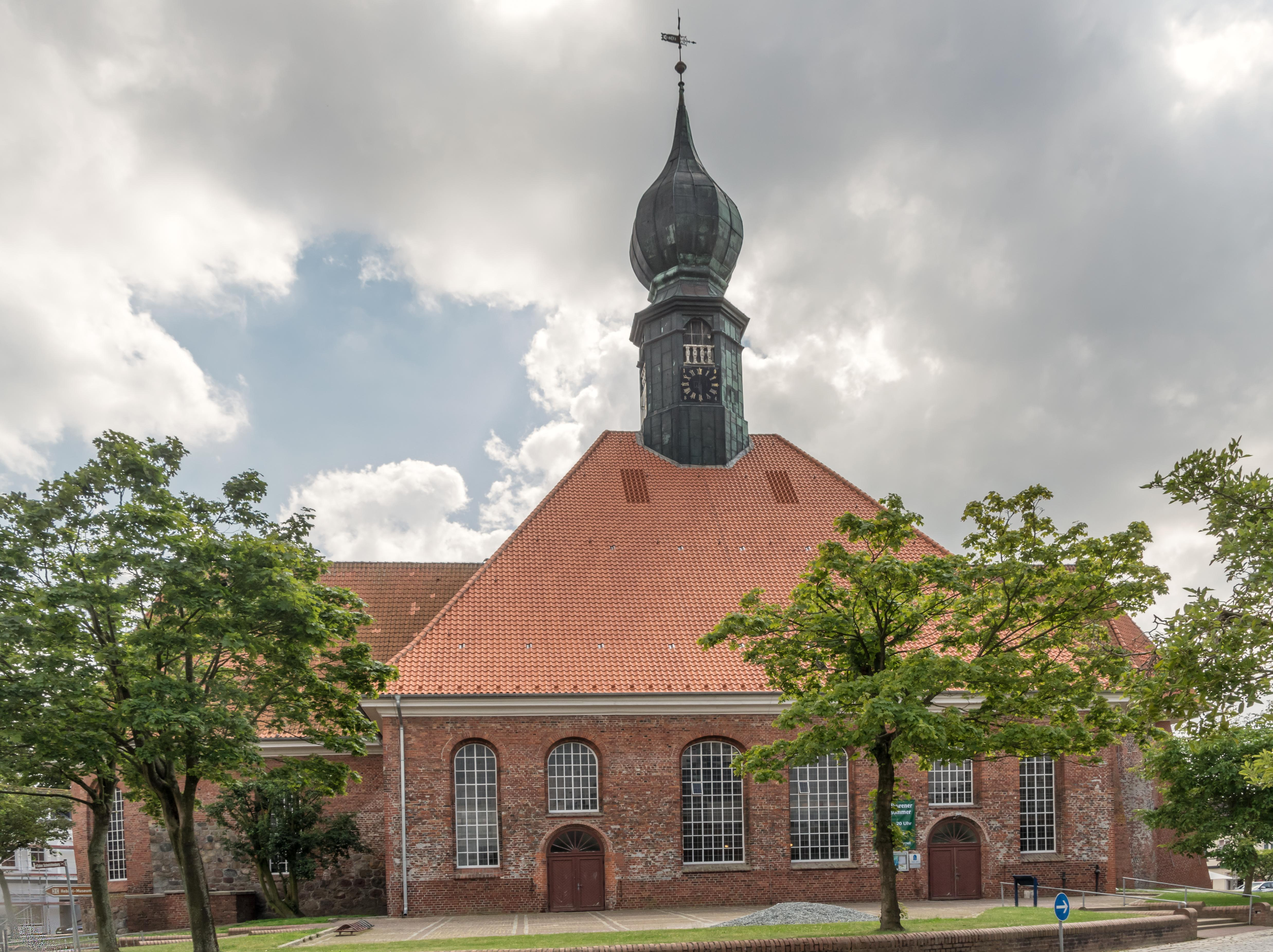
Bartholomäuskirche, Wesselburen

## Werke (Auswahl)
- Turm der St.-Jürgen-Kirche in Heide, 1724
- Seitenschiff der St.-Martin-Kirche (Tellingstedt), 1726
- Umbau und Turm der Cyriakuskirche (Kellinghusen), 1729/30
- Jakobikirche (Neuenkirchen), 1730
- Dreetörnhus (Heide), 1733
- Umgestaltung der Remigiuskirche (Albersdorf), 1733 (später weitgehend rückgängig gemacht)
- Bartholomäuskirche (Wesselburen), 1737/38
- Umbau der Maria-Magdalenen-Kirche (Marne), um 1738 (nicht erhalten)
- Altes Pastorat (Heide), 1739
- Marienkirche (Eddelak), 1740
- Erweiterung der Secunduskirche (Hennstedt), 1743/44
- Umgestaltung der Severinkirche (Hademarschen), 1748 (nicht erhalten)